# مارفن واتس
مارفن واتس (بالإنجليزية: Marvin Watts) هو منافس ألعاب قوى جامايكي، ولد في 21 مايو 1975.

## وصلات خارجية
- مارفن واتس على موقع الاتحاد الدولي لألعاب القوى (الإنجليزية)
- مارفن واتس على موقع أوليمبيديا (الإنجليزية)
- مارفن واتس على موقع اتحاد ألعاب الكومنولث (مؤرشف) (الإنجليزية)